# Ein Spiel und ein Zeitvertreib
Ein Spiel und ein Zeitvertreib (englischer Originaltitel: A Sport and a Pastime) ist ein Roman des amerikanischen Schriftstellers James Salter. Er wurde 1967 beim New Yorker Verlag Doubleday veröffentlicht. Die deutsche Übersetzung von Beatrice Howeg erschien im Jahr 1998 beim Berlin Verlag. Der Roman beschreibt eine Liebesaffäre zwischen einem Amerikaner und einer Französin im ländlichen Frankreich. Sie wird von einem Landsmann des Amerikaners beobachtet, der in die Affäre seine eigenen Leidenschaften projiziert. Wegen seiner erotischen Szenen war der Roman zum Zeitpunkt seiner Veröffentlichung umstritten. Inzwischen gilt er als ein Klassiker der modernen amerikanischen Literatur und zählt zu den bekanntesten Werken Salters.

## Inhalt
Anfang der 1960er Jahre bricht der hochbegabte 24-jährige Phillip Dean, Sohn eines bekannten amerikanischen Theaterkritikers, sein Mathematikstudium in Yale wegen Unterforderung ab und begibt sich auf eine Europareise. In Dijon (Burgund) lernt er in einem Nachtclub die 18-jährige Französin Anne-Marie Costallat kennen und verbringt die folgenden Monate mit der jungen Verkäuferin. Von Autun aus, wo ihn ein amerikanisches Ehepaar beherbergt, unternimmt er mit seinem protzigen Delage-Cabriolet Fahrten quer durch Frankreich. Doch vor allem verbringt er viel Zeit mit seiner willigen Geliebten im Bett und erforscht mit ihr diverse Sexualpraktiken. Während Anne-Marie von einer gemeinsamen Zukunft träumt, weiß Dean um die Begrenztheit der Affäre zwischen den Liebespartnern ganz unterschiedlicher Herkunft. Gerade darin liegt für ihn ihr Reiz.
Berichterstatter ist ein namenloser 34-jähriger Ich-Erzähler, ebenfalls Amerikaner, auch zu Gast in Frankreich und wie Dean in den Tag hinein lebend. Doch anders als Dean ist seinen schüchternen Annäherungsversuchen an eine französische Nachbarin kein Erfolg beschieden. So projiziert er seine Wünsche und seinen Neid auf den Landsmann, der für ihn den Idealtypus eines jugendlichen Helden verkörpert. Mit Deans Leidenschaft betrachtet er dessen junge Geliebte. Die Gespräche und Liebesspiele des Paares schildert er im Detail, ohne bei ihren Begegnungen anwesend zu sein. Immer wieder macht er den Leser darauf aufmerksam, dass alles nur seiner Einbildung entspringen könnte.
Nach einem Jahr geht Dean, der sich mit Nachhilfestunden mehr schlecht als recht über Wasser gehalten hat, das Geld aus. Er leiht sich beim Erzähler den Betrag für ein Rückflugticket und kehrt in die Vereinigten Staaten zurück, um sein Studium fortzusetzen und ein geregeltes Leben zu führen. Trotz aller Treueschwüre weiß Anne-Marie, dass er weder zurückkehren noch sie wie versprochen nachholen wird. Kurz darauf erreicht sie die Nachricht von seinem Tod: Er starb bei einem nächtlichen Autounfall. Der Versuch des Erzählers, Deans Platz bei der Trauernden einzunehmen, schlägt fehl. Sie heiratet später und lebt ein gewöhnliches Leben in Troyes. Dean hingegen bleibt für ihn der junge Held, den er selbst mit seiner Bewunderung erschaffen hat. Doch auch Helden sind sterblich und verblassen irgendwann.

## Entstehungsgeschichte und Rezeption
Nach Salters Einschätzung ist A Sport and a Pastime das erste gute Buch, das er geschrieben hat. Auch rückblickend sind dieser Roman und Light Years (1975, deutsch: Lichtjahre) die zwei Werke, mit denen er als Schriftsteller in Erinnerung bleiben wollte. Erste Notizen des Romans gehen zurück ins Jahr 1961. In diesem Jahr wurde Salter als Reservist der United States Air Force im Zuge der Berlin-Krise reaktiviert und als Offizier in Frankreich stationiert. Den starken Eindruck, den das Land auf ihn machte, beschrieb er 1997 in seinen Memoiren Burning the Days (deutsch: Verbrannte Tage). Nach seinen Angaben führte er drei Leben gleichzeitig: eines am Tag, eines in der Nacht und eines in den Notizen in einer Schublade, in denen er Dinge festhielt, die er kein zweites Mal hätte schreiben oder sich auch nur vorstellen können. Die eigentliche Arbeit am Roman erfolgte in den Jahren 1964/65, als Salter ein Studio im New Yorker Stadtteil Greenwich Village besaß, in dem er täglich schrieb.
Salters damaliger Verlag Harper & Row sträubte sich gegen die Veröffentlichung von A Sport and a Pastime und begründete dies damit, der Roman enthalte „mehr als die normale Menge Sex“, ohne den er „sehr dünn“ sei. George Plimpton von der Paris Review brachte das Manuskript beim New Yorker Verlag Doubleday unter. Doch auch dieser Verlag fühlte sich unwohl mit dem Buch, produzierte nur eine kleine Auflage und war nach den Worten Salters „sehr zufrieden, es ohne jede Spur verschwinden zu sehen“. Webster Schott schrieb in einer Rezension der New York Times, es handle sich um eine „Tour de Force in erotischem Realismus“ und eine „andauernde Reise in die Seele über das Fleisch“. Der Verlag beschränkte seine Werbung auf die Aussage, A Sport and a Pastime sei kein Buch über Baseball, und behandelte es laut Salter ansonsten wie „ein Paar schmutzige Socken“. Nachdem es lange vergriffen war, wurde es 1985 neu aufgelegt, und Reynolds Price rühmte es als das Buch, das er von allen Büchern lebender Autoren am meisten bewundere: „In seiner besonderen Verbindung von leuchtender Oberfläche und dunklem Inneren ist es so perfekt wie jedwede andere amerikanische Literatur, die ich kenne.“
Inzwischen gilt A Sport and a Pastime laut Heller McAlpin als ein moderner Klassiker des erotischen Realismus und der Literatur über amerikanische Exilanten. Adam Begley nennt den Roman „außergewöhnlich auf seine eigene Weise“. Details schaffen eine Atmosphäre, in der die Liebesaffäre aus den Grenzen der Vorstellungskraft auszubrechen scheint. Ian Crouch hält das Buch auch Jahrzehnte nach seinem Erscheinen in einem ganz praktischen Sinne für belehrend, was Terminologie, Stellungen und Hilfsmittel beim Sex angehe, aber auch hinsichtlich der dabei hervorgerufenen Gefühle. Laut Sarah Hall setzt der Roman nicht nur den Standard für Erotik in der Literatur, sondern für das wesentliche literarische Organ: die Einbildungskraft. Die kurze, tragische Liebesgeschichte entpuppe sich als eine ambitionierte Erkundung der Natur des Geschichtenerzählens und der Gründe, die Menschen Liebesgeschichten erfinden lassen. Salter selbst beschreibt seinen Roman im Vorwort der Neuausgabe als eine „Hymne auf die Kleinstädte und Dörfer, auf die Pariser Architektur, die französischen Nebenstraßen und, selbstverständlich, auf die brennendste aller irdischen Begierden“.

## Ausgaben
- James Salter: A Sport and a Pastime. Doubleday, New York 1967.
- James Salter: Ein Spiel und ein Zeitvertreib. Deutsch von Beatrice Howeg. Berlin Verlag, Berlin 1998, ISBN 3-8270-0096-3.
- James Salter: Ein Spiel und ein Zeitvertreib. Deutsch von Beatrice Howeg. Rowohlt, Reinbek 2000, ISBN 3-499-22440-2.
- James Salter: Ein Spiel und ein Zeitvertreib. Aus dem Englischen von Beatrice Howeg. Berlin Verlag, Berlin 2013, ISBN 978-3-8333-0950-2.